# Appiano Buonafede

Delle conquiste celebri, 1763.

Appiano Buonafede, né le 4 janvier 1716 à Comacchio, mort le 17 décembre 1793 à Rome, est un philosophe, théologien et écrivain italien.

## Biographie
Né à Comacchio, dans le Ferrarais, le 4 janvier 1716, il entra en 1745 dans l’Ordre des Célestins, fut fait professeur de théologie à Naples, en 1740, et eut plusieurs abbayes. Naturellement porté aux études philosophiques, il fut encouragé à s’y livrer par l’essor qu’elles prenaient alors en Italie. Il vécut 77 ans, et mourut à Rome, d’une chute qu’ il fit sur la place Navone, le 17 décembre 1793.

## Œuvres
- Ritratti poetici, storici e critici di varj uomini di lettere, Naples, 1745, in-8° (publiés sous le nom d’Anneo de Faba Cromaziano) : c’est la meilleure de ses productions poétiques.
- Saggio di commedie filosofiche, Faenza, 1754, in-4° (sous le nom d’Agatopisto Cromaziano).
- Dell’Apparizione di alcune ombre, per T. B. B., Lucques, 1758-60, 2 part. in-8°.
- Istoria critica e filosofica del suicidio, ibid., 1761, in-8° ; traduite de l’italien par Giorgio Armellino et Louis François Guérin, Paris, 1841, in-8°.
- Delle Conquiste celebri esaminate col naturale diritto delle genti, Lucques, 1763.
- Istoria della indole di ogni filosofia, 7 vol. in-8°, Lucques, 1772 ; Venise, 1783 : c’est le plus estimé de tous ses ouvrages philosophiques.
- Della Restaurazione d’ogni filosofia, ne’ secoli XVI, XVII, et XVIII, Venise, 1789, 3 vol. in-8°.
- Storia critica del moderno diritto di natura e delle genti, Pérouse, 1789.

On lui attribue aussi : Della Malignità istorica discorsi tre, di A. B. contro P. Fr. Courayer, Bologne, 1757, in-8° ; et Dell’Impudenza letteraria, sans date (Lucques, 1761 ou 1762), in-8° : il y réfute une notice sur Paolo Sarpi, publiée par Francesco Griselini.